# Хамелеон Фюлеборна
Хамелео́н Фю́леборна (Trioceros fuelleborni) — представник роду Trioceros з родини Хамелеонів.

## Опис
Загальна довжина досягає 22 см. На морді розвинені 3 роги - один непарний, на кінчику морди і 2 симетричних, між очей. У самок роги дуже маленькі, не більше 2 мм, а у самців досягають довжини близько 1 см. «Шолом» на голові добре розвинений, має невеликий гребінь, однаково помітний у самців і самок. Компактний, сплощений тулуб, який вкрито горбистою лускою, частина якої помітно більше сусідніх. По спині проходить гребінь із загостреної шипоподібної луски. 
Колір шкіри коливається від оливково—зеленого до темно-коричневого. На тулубі помітні смуги з витягнутих широких світлих плям. Іноді присутні більш вузькі темні смуги. Шолом й очі  червонувато-коричневі. 

## Спосіб життя
Полюбляє гірські ліси. Зустрічається на висоті до 2000 м над рівнем моря. Живе глибоко у лісах та на узліссях, але часто зустрічається в культурних ландшафтах — плодових деревах й в садах навколо будівель. Активний вдень. Харчується комахами.
Це яйцеживородна ящірка. Самиця народжує 3—5 дитинчат. 

## Розповсюдження
Мешкає на півдні Танзанії. 